# Pezqueñines ¡No, gracias!

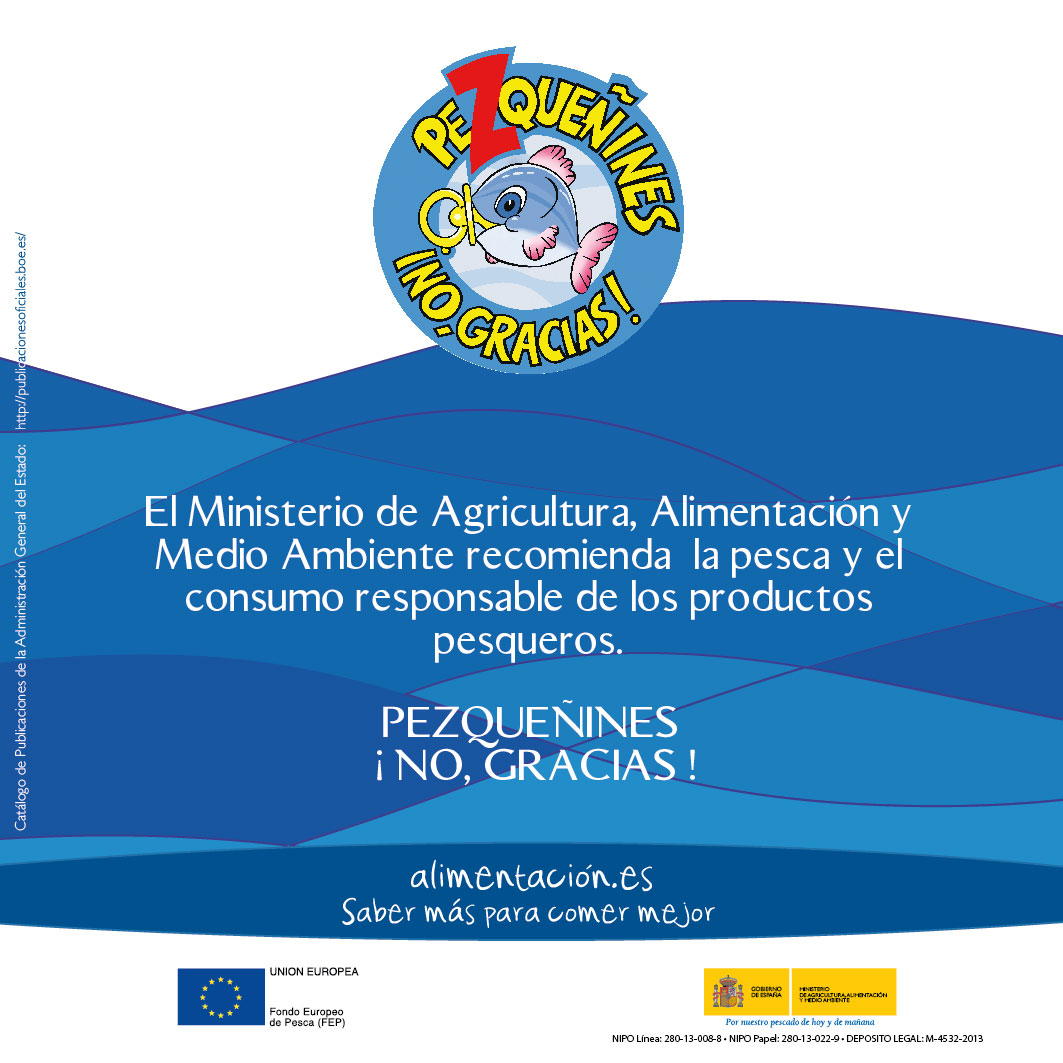
Cartel de la campaña "Pezqueñines ¡No, gracias!". Año 2013.

«Pezqueñines ¡No, gracias!», o simplemente «Pezqueñines no», es el eslogan de una conocida campaña promocional española, llevada a cabo desde mediados de los años 80 por el Ministerio de Agricultura –aunque de forma intermitente–, que tiene como objetivo evitar la pesca, distribución y consumo de pezqueñines. Con este neologismo, formado a partir de pez y pequeñín (diminutivo de pequeño), se denomina a las especies pesqueras que no superan las tallas mínimas establecidas en el Real Decreto 560/1995, de 7 de abril, por el que se establece las tallas mínimas de determinadas especies pesqueras.

## Campañas publicitarias
Una de las primeras campañas con más repercusión tuvo lugar en 1983, con un llamativo anuncio de televisión, usado hasta 1993, en el que peces de colores de dibujos animados, caracterizados como bebés con grandes chupetes, interpretaban una alegre canción. Su letra aconsejaba no consumir peces inmaduros, y utilizaba el eslogan «Pezqueñines ¡No gracias!»:

El pez que aún es pequeño tiene que crecer. 
Peces pezqueñines no debes comer. 
Pezqueñines ¡No gracias! 
 Para que pueda crecer,
 y me haga grande y rico y alimente bien.
 Pezqueñines ¡No gracias! Debes dejarlos crecer.

En pantalla aparecía sobreimpresionada la frase «una pescadilla de 60 gramos pesará 2 kilos dentro de 2 años», que se sigue utilizando como ejemplo en campañas recientes.

## Cultura popular
Desde que se emitió la campaña inicial, los medios de comunicación españoles utilizan con bastante frecuencia la palabra pezqueñines para referirse a los peces inmaduros ilegalmente capturados. Así, se pueden encontrar titulares como «Bruselas denunciará a España por no evitar la captura de "pezqueñines"» (en elmundo.es) o «El Seprona incauta 820 kilos de "pezqueñines" en la lonja de Roquetas» (en 20minutos.es), hecho que revela cierto arraigo del término en la sociedad.
De forma equivalente y coloquial, el término pezqueñines también se utiliza para referirse a los niños pequeños o personas jóvenes y a grupos de personas o cosas que se encuentran en minoría con respecto a otras (por ejemplo, en política son los partidos con menos apoyos: «La ley D'Hont machaca a los "pezqueñines"», en laverdad.es).